# Parafia św. Wojciecha w Gorzędzieju
Parafia św. Wojciecha w Gorzędzieju - parafia rzymskokatolicka w dekanacie Tczew diecezji pelplińskiej.
Na obszarze parafii leżą miejscowości: Mała Słońca, Rybaki. Tereny te znajdują się w gminie Subkowy, w powiecie tczewskim, w województwie pomorskim.